# Odruch żuchwowy
Odruch żuchwowy – odruch wywoływany przez skierowane ku dołowi, lekkie uderzenie młoteczkiem neurologicznym w palec badającego ułożony na bródce pacjenta mającego delikatnie otwarte usta. Uderzenie to ma spowodować rozciągnięcie ścięgien wywołujące odpowiedź w postaci przymknięcia ust i uniesienia żuchwy na skutek odruchowego skurczu żwaczy. Łuk odruchowy tworzą włókna czuciowe i ruchowe nerwu żuchwowego (gałęzi III nerwu V).

## Znaczenie kliniczne
Badanie odruchu żuchwowego służy przede wszystkim ocenie neurologicznej części ruchowej nerwu V:
- odruch miernie żwawy – fizjologia,
- odruch osłabiony – uszkodzenie łuku odruchowego na obwodzie,
- odruch wygórowany – uszkodzenie ośrodkowe (np. zespół rzekomoopuszkowy).